# Давидов Юрій Миколайович
Ю́рій Микола́йович Дави́дов (рос. Юрий Николаевич Давыдов; * 31 липня 1929, Кам'янець-Подільський, УРСР — † 21 квітня 2007, Москва, РФ) — російський філософ, соціолог, критик, літературознавець.

## Біографія
1952 року закінчив історичний факультет Саратовського університету. Після цього два роки пропрацював учителем історії в школі робітничої молоді. Паралельно виступав у ролі саратовського театрального критика (театр був сімейним захопленням Давидових).
У 1954—1956 роках Давидов працював в обласній молодіжній газеті, де завідував відділом культури. Він і далі писав про театр і драматургію, багато розмірковував про філософію мистецтва.
У 1956—1958 роках навчався в аспірантурі Інституту філософії АН СРСР. Аспірантуру закінчив за два роки, написавши кандидатську дисертацію «Боротьба навколо гегелівської „Феноменології духу“ в західній філософії XIX — другої половини XX століть».
Працював у секторі історії філософії Інституту філософії АН СРСР.
У 1959—1962 роках працював старшим науковим редактором видавництва «Радянська Енциклопедія» («Советская Энциклопедия»). Брав участь в організації та випуску перших томів п'ятитомної «Філософської енциклопедії», де було опубліковано, зокрема, і його статті: «Вульгарний соціологізм», «Ірраціоналізм», «Монізм» та інші.
Одночасно викладав на філософському факультеті Московського університету.
У 1963—1965 роках працював завідувачем сектору філософії Фундаментальної бібліотеки зі суспільних наук АН СРСР.
У 1965—1970 роках завідував сектором естетики Інституту історії Міністерства культури СРСР.
1968 року московськая інтелігенція, серед якої був і Юрій Давидов, подписала лист на захист Юлія Даніеля та Андрія Синявського, після чого Давидову навішали ярлик не тільки нонконформіста, але й дисидента.
Від 1970 року працював в Інституті соціології АН СРСР (нині РАН).
Доктор філософських наук. Професор. Член Спілки письменників СРСР (1979), Московської організації Спілки письменників Росії.
Завідувач сектору терії та історії соціології Інституту соціології Російської академії наук (Москва).
Був членом КПРС (від 1955 року).
Дружина — історик філософії та соціології Піама Павлівна Гайденко.

## Праці
- «Праця та свобода» (Москва, 1962).
- «Мистецтво та еліта» (Москва, 1966).
- «Жовтнева революція та художні пошуки XX ст.: Толстой, Блок, Маяковський, Ейзенштейн» (Москва, 1967).
- «Мистецтво як соціологічний феномен: До характеристики естетико-політичних поглядів Платона й Арістотеля» (Москва, 1968).
- «Естетика нігілізму: (мистецтво та „Нові ліві“)» (Москва, 1975).
- «Критика соціально-філософських поглядів Франкфуртської школи» (Москва, 1977).
- «Втеча від свободи: філософське творення міфів і літературний авангард» (Москва, 1978).
- «Соціологія контркультури» (Москва, 1980) — у співавторстві.
- «Етика любові та метафізика сваволі» (Москва, 1982).

## Електронні джерела
- Давидов Юрій Миколайович(рос.)
- Професійні інтереси. Публікації на порталі [Архівовано 22 лютого 2012 у WebCite](рос.)
- Сайт лотоса [Архівовано 27 вересня 2007 у Wayback Machine.](рос.)
- Помер відомий соціолог і філософ Юрій Давидов [Архівовано 30 квітня 2008 у Wayback Machine.](рос.)
- Пам'яті класика сучасної соціології [Архівовано 17 травня 2008 у Wayback Machine.](рос.)
- Володимир Ядов про Юрія Давидова: «Це був справжній учений і російський інтелігент» [Архівовано 23 вересня 2008 у Wayback Machine.](рос.)
- Дуже начитаний і чорноокий [Архівовано 14 травня 2012 у Wayback Machine.]